# Kepler-36b
Kepler-36b es un exoplaneta que orbita a la estrella Kepler-36. Fue descubierto por el Telescopio Espacial Kepler en 2012.
Durante su máximo acercamiento, Kepler-36b y Kepler-36c se encuentran sólo 0,013 UA (menos de 2 000 000 km) entre sí, lo que provoca variaciones de tránsito temporales extremas entre ambos planetas. Las variaciones de tránsitos causados por Kepler-36c son lo suficientemente fuertes para poner limitaciones estrechas en la masa de Kepler-36b.